# 125
125 (сто двадесет и пета) година по юлианския календар е невисокосна година, започваща в неделя. Това е 125-а година от новата ера, 125-а година от първото хилядолетие, 25-а година от 2 век, 5-а година от 3-то десетилетие на 2 век, 6-а година от 120-те години. В Рим е наричана Година на консулството на Паулин и Титий (или по-рядко – 878 Ab urbe condita, „878-а година от основаването на града“).

## Събития
- Консули в Рим са Марк Павлин Сатурнин и Луций Титий Аквилин.

## Родени
- Тиберий Клавдий Помпеян, политик и генерал на Римската империя († 193 г.)

## Починали
- Сикст I, римски папа